# Clepsis uncisecta
Clepsis uncisecta es una especie de polilla del género Clepsis, categorizada en la tribu Archipini, de la subfamilia Tortricinae.

## Distribución
Se distribuye por Portugal.

## Taxonomía
Fue descrita por Razowski & Wolff en 1998 y publicada en (Clepsis), Redia 81: 158.